# Дом Отдыха (Волгоградская область)
Дом Отдыха, вариант написания Дом отдыха — посёлок в Калачёвском районе Волгоградской области России. Входит в состав Калачёвского городского поселения. Население 199 чел. (2021) .

## История
В соответствии с Законом Волгоградской области от 20 января 2005 года № 994-ОД «Об установлении границ и наделении статусом Калачёвского района и муниципальных образований в его составе», посёлок вошёл в состав образованного Пятиизбянского сельского поселения.

## География
Расположен в юго-западной части региона, в степной зоне, в пределах Ергенинской возвышенности, относящейся к Восточно-Европейской равнине, в излучине Дона, неподалеку от Цимлянского водохранилища.

## Население
| 2010 | 2014 | 2016 | 2017 | 2018 | 2019 |
| ---- | ---- | ---- | ---- | ---- | ---- |
| 109  | ↘104 | →104 | →104 | ↘101 | ↗104 |
| 2020 | 2021 |      |      |      |      |
| →104 | ↗199 |      |      |      |      |

Гендерный состав
По данным Всероссийской переписи населения 2010 года в гендерной структуре населения из 109 человек мужчин — 53, женщин — 56 (48,6 и 51,4 % соответственно).
Национальный состав
Согласно результатам переписи 2002 года, в национальной структуре населения
русские составляли 83 % из общей численности населения в 159 чел..

## Инфраструктура
Развит туризм

## Транспорт
Расположен на автодороге межмуниципального значения «Клетская — п. Дом Отдыха» (идентификационный номер 18 ОП РЗ 18К-24).
Остановка «Дом отдыха». Автобусный маршрут 108 (по состоянию на 2018 г.).
Просёлочные дороги.